# Ръджли
Ръджли (на английски: Rugeley) е град в община Канък Чейс област Стафордшър - Уест Мидландс, Англия. Населението на града към 2001 година е 22 724 жители.

## География
Ръджли е разположен в северната част на малката община, на около 8 километра североизточно от общинския център – Канък и на 12 километра югоизточно от административния център на графството - Стафорд. Най-големият град на областта - Стоук он Трент отстои на около 35 километра в северозападна посока. На около 14 километра южно от града се намират северните части на втората най-голяма урбанизирана територия в страната - агломерацията Уест Мидландс, формираща се около втория по големина град във Великобритания - Бирмингам.
През града преминава плавателния канал свързващ реките Трент и Мърси, отворен през 1777 година.
Магистрала М6, която е част от транспортния коридор север-юг (Глазгоу - Ливърпул/Манчестър - Бирмингам - Лондон), преминава на 12 километра западно от Ръджли.

## Демография
Изменение на населението за период от две десетилетия 1981-2001 година:
| година    | 1981   | 1991   | 2001   |
| --------- | ------ | ------ | ------ |
| население | 23 751 | 22 975 | 22 724 |